# Hruška (Czechy)
Hruška – gmina w Czechach, w powiecie Prościejów, w kraju ołomunieckim. Według danych z dnia 1 stycznia 2012 liczyła 242 mieszkańców.
Nazwa wsi to w języki czeskim określenie gruszki.